# 谷生茴芹
谷生茴芹（学名：Pimpinella valleculosa）为伞形科茴芹属的植物，是中国的特有植物。分布于中国大陆的湖北、甘肃、陕西、四川等地，生长于海拔450米至1,200米的地区，多生长于山谷荫蔽处、路边和草坡上，目前尚未由人工引种栽培。